# Diakon
Diakon is een gemeente (commune) in de regio Kayes in Mali. De gemeente telt 33.800 inwoners (2009).